# Демографија Словачке
Словачка има по најновијем попису 5.379.455 становника од којих су Словаци 4.614.854 или 85,8%, други по бројности су Мађари са 520.528 припадника или 9,7%, следе Роми са 89.920 припадника и 1,7%, Чеси 44.620 (0,8%), Русини 24.201 (0,4%), Украјинци 10.814 (0,2%), Немци 5.405, Пољаци 2.602, Моравци 2.348, Руси 1.590, Бугари 1.179, Хрвати 890, Срби 434, Јевреји 218, остали народи 5.350 и непознате националности 54.502.
Урбаног становништва је око 60%.